# Библиотека Флавиана

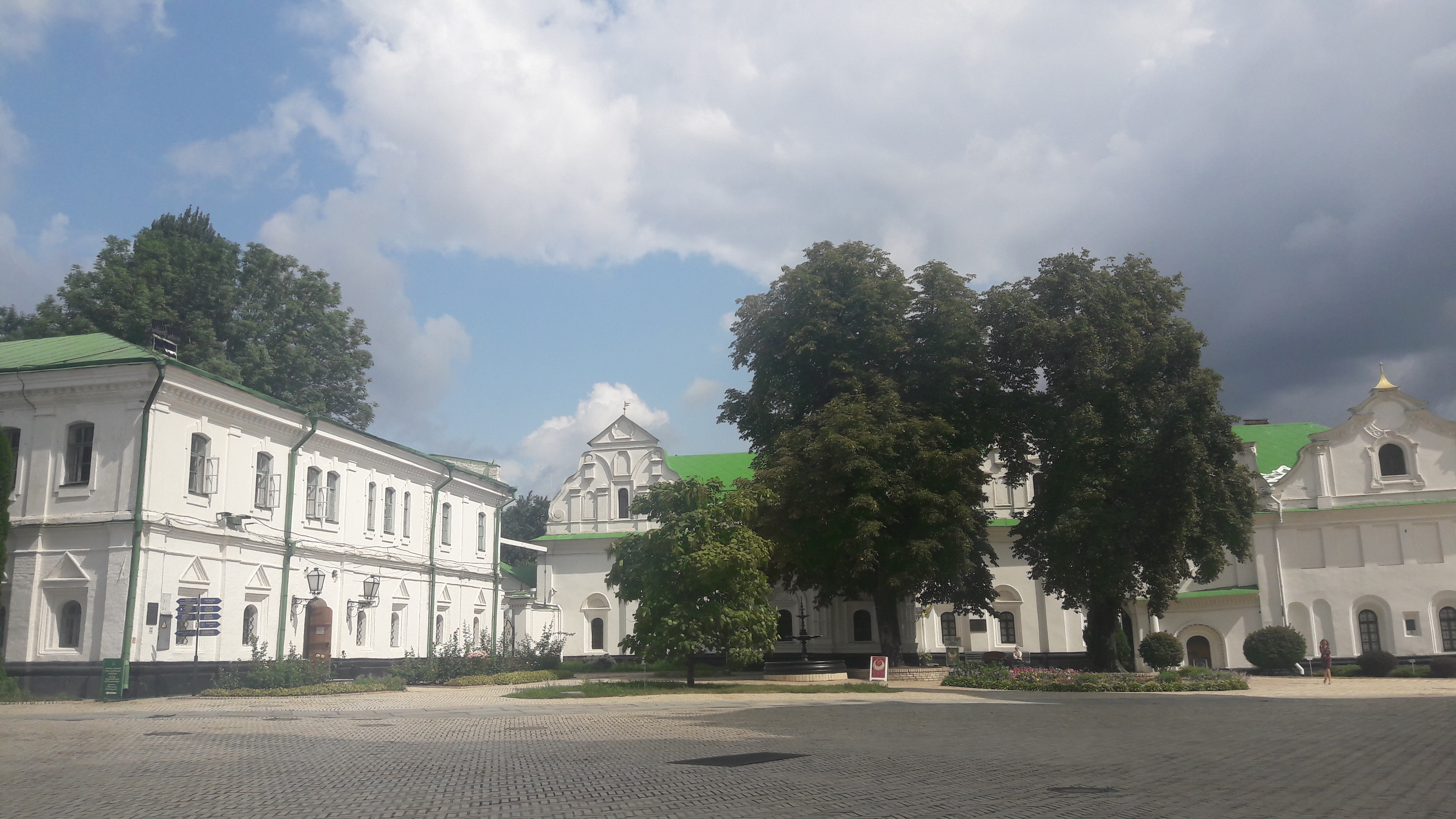
Здание библиотеки Киево-Печерской Лавры

Библиотека Флавиана (укр.  Бібліотека Флавіан) — библиотека киевского митрополита Флавиана , епископа Русской православной церкви, митрополита Киевский и Галицкий Николая Николаевича Городецкого. Была открыта в 1910 г. В библиотеке хранятся более 20 000 книг, среди них есть труды по истории, музыке, литературе и т.д.

## Архитектура
Библиотека находится в Киеве на улица Лаврская, 9 в знаменитой Киево-Печерской Лавре.
Здание для библиотеки (корпус № 5) была сооружена архитектором Евгением Ф. Ермаковым в 1908 году и примыкает к дому наместника. Это кирпичное двухэтажное Г-образное здание с подвалом. Фасад декорирован пилястрами.
Над главной дверью был сооружен козырёк мастером-кузнецом Иваном Дзюбой.

## История
Митрополит Флавиан собирал книги  для библиотеки  еще со времен своего служения в Китае (1879 —1892 гг.), где был назначен членом Пекинской духовной миссии. В библиотеке находился организованный на высоком уровне справочно-библиографический аппарат и как правило, библиотека ежегодно выпускала каталог новых поступлений.
В этом здании также находились большие читальные залы, которыми могли пользоваться не только монахи Киево-Печерской Лавры, но также священники, преподаватели и студенты Киевской Духовной Академии и университета, ученые из Украины и России.  В 1918 г. собрание книг поступило в распоряжение Всеукраинской Академии наук.

## Нынешнее применение
Сегодня здесь действует музей  с постоянной выставкой микроминиатюр Николая Сядристого.
Среди выставочных работ есть самый маленький в мире действующий электромотор, портрет Юрия Гагарина вырезанный из терновой косточки, самая маленькая в мире книга, балалайка в маковой росинке, караван верблюдов в игольном ушке,  самая маленькая в мире скрипка,  самая маленькая надпись сделанная рукой человека — автограф на торце волоса,  подкованная блоха и др.

## См.также
- Киево-Печерская лавра
- Флавиан (Городецкий)
- Семь чудес Украины

## Внешние ссылки
- Киево-Печерская Лавра (недоступная ссылка)
- Страница Киево - Печерской Лавры